# Dzidra Ritenberga
Dzidra Ritenberga (auch: Dsidra Rittenbergs, russisch Дзидра Артуровна Ритенберг.Dsidra Arturowna Ritenberg; * 29. August 1928 in Mežildzere, Landgemeinde Dundaga; † 9. März 2003 in Riga) war eine lettische Schauspielerin und Regisseurin.

## Leben

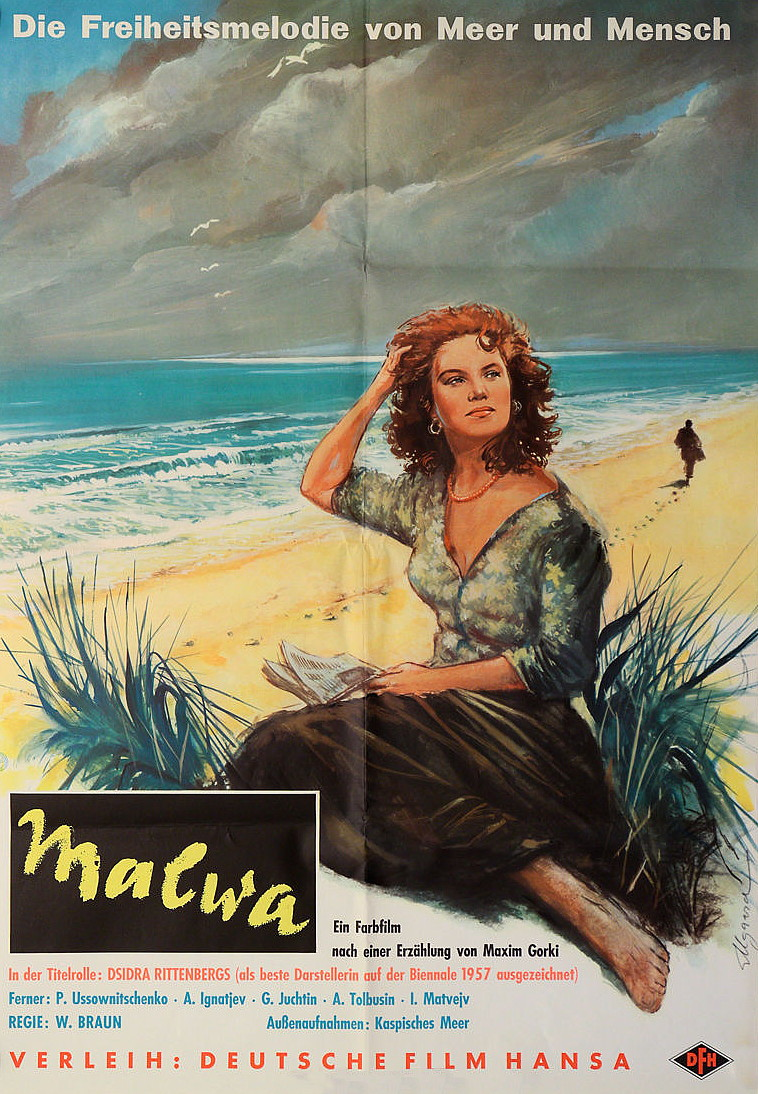
Dzidra Ritenberga auf dem Filmplakat für den Film Malwa von 1957. Illustrator: Helmuth Ellgaard.

Dzidra Ritenberga wurde 1928 in einem lettischen Dorf geboren. Ihre Schauspielausbildung absolvierte sie am Lettischen Kunsttheater J. Rainis in Riga, die sie im Jahr 1948 erfolgreich abschloss. Daraufhin begann sie eine Karriere als Theaterschauspielerin und gehörte von 1948 bis 1957 dem Ensemble des Dramatischen Theaters von Liepāja an. Dort traf sie auf den Regisseur Nikolajs Mūrnieks, der ihr Talent erkannte und förderte. 1957 kehrte sie zurück ans Lettische Kunsttheater, ehe sie ab 1962 dem Ensemble des Stanislawski-Theaters in Moskau beitrat. Dort war sie bis 1974 in Theaterrollen zu sehen.
Parallel zu ihrer Theaterarbeit feierte Ritenberga 1956 ihr Filmdebüt als Schauspielerin. Einem internationalen Publikum wurde sie ein Jahr später durch die Titelrolle in Wladimir Brauns lettischsprachigen Spielfilm Malwa bekannt, in dem sie an der Seite von Anatoli Ignatjew und Pawel Ussownitschenko zu sehen ist. Die Verfilmung der gleichnamigen Novelle Maxim Gorkis erhielt 1957 eine Einladung in den Wettbewerb der Filmfestspiele von Venedig, wo Ritenberga mit der Coppa Volpi als beste Darstellerin des Filmfestivals ausgezeichnet wurde. Für ihr Porträt der attraktiven und ruhelosen Ehefrau eines Provinzfischers, die allen Männern im Dorf den Kopf verdreht und sich auf eine Dreiecksbeziehung einlässt, hatte die Wettbewerbsjury um den französischen Regisseur René Clair der 29-Jährigen den Vorzug vor so bekannten Schauspielerinnen wie der Amerikanerin Eva Marie Saint (Giftiger Schnee) oder der schweizerischen Vorjahressiegerin Maria Schell (Weiße Nächte) gegeben. Ritenberga war daraufhin regelmäßig als Filmschauspielerin im sowjetischen Kino vertreten, sowohl in lettisch- als auch russischsprachigen Produktionen. Sie konnte aber nicht mehr an den frühen internationalen Erfolg anknüpfen. 1973 ließ sich Ritenberga am Lettischen Konservatorium in Riga als Regisseurin ausbilden. Ab Mitte der 1970er Jahre führte sie bei mehreren Spielfilmen Regie. Ihre letzte Arbeit war Valsis mūža garumā (internationaler englischsprachiger Verleihtitel: Waltzing Through Live), der 1991 auf dem sowjetischen Filmfestival Women and Cinema in Moskau gezeigt wurde.
Ritenberga war mit dem bekannten sowjetischen Schauspieler Jewgeni Urbanski (1932–1965) verheiratet, mit dem sie unter anderem am Stanislawski-Theater in Moskau zusammengearbeitet hatte. Dieser kam im Alter von 33 Jahren bei Dreharbeiten ums Leben. Aus der Ehe ging die gemeinsame Tochter Eugenie hervor, die später eine erfolgreiche Gesangskarriere startete. Vor der Ehe mit Urbanski war sie mit dem verheirateten sowjetischen Schauspieler Wjatscheslaw Tichonow liiert gewesen. In ihren letzten Lebensjahren litt Ritenberga an einer Herzerkrankung und lebte zurückgezogen mit ihren drei Hunden. 2003 verstarb sie im Alter von 75 Jahren an den Folgen der Krankheit. Der lettische Politiker und frühere Filmschaffende Rihards Pīks erinnerte an sie als eine „bewundernswerte Frau, voller Lebenskraft“, die viele Menschen in ihrer Heimat und im Ausland fasziniert hätte. Bereits 1960 war sie als „Verdiente Künstlerin der lettischen SSR“ ausgezeichnet worden. Ritenberga fand auf dem Friedhof Meža kapi in Riga ihre letzte Ruhestätte.

## Filmografie (Auswahl)

### Schauspielerin
- 1956: Cēloņi un sekas
- 1956: Malwa (Malva)
- 1959: Atbalss
- 1972: Kara ceļa mantinieki
- 1974: Dunduriņš
- 1976: Mans draugs – nenopietns cilvēks
- 1984: Durvis, kas tev atvērtas
- 1998: Palīgā (Fernsehserie)

### Regie
- 1976: Šīs bīstamās balkona durvis
- 1979: Trīs minūšu lidojums
- 1980: Vakara variants
- 1982: Pats garākais salmiņš
- 1985: Svešs gadījums
- 1986: Pēdējā reportāža
- 1988: Māja bez izejas
- 1990: Valsis mūža garumā